# Farkasbőrben (film, 2020)
A Farkasbőrben (eredeti cím: 100% Wolf) 2020-ban bemutatott ausztrál számítógépes animációs kaland-filmvígjáték, melynek rendezője Alexs Stadermann, forgatókönyvírója Fin Edquis, producerei Alexia Gates-Foale és Barbara Stephen. A film Jayne Lyons 2009-es azonos című regénye alapján készült. 2020. május 29-én jelent meg, Magyarországon október 22-én mutatta be az ADS Service.

## Cselekmény
Freddy Lupin ember alakban él, de egy vérfarkas falka fiatal örököse, amely évek óta védelmezi a helyi várost. Amikor Freddy egy mágikus holdkő segítségével megpróbálja titokban követni a családját az éjszakai őrjáratuk során, véletlenül leleplezi a vérfarkasok létezését Foxwell Cripp fagylaltkocsi-tulajdonos előtt, és amikor Freddy apja, Hősszív megpróbálja megnyugtatni Foxwellt, hogy nem fogja bántani, az elmenekül, és ijedtében leesik egy szikláról. Hősszív odaugrik, hogy megmentse Foxwellt, és közben Freddybe ütközik. Freddy leejti a mélybe a Holdkövet, Hősszív pedig lezuhan a szikláról, és valószínűleg szörnyethal.
Hősszív halálával Freddy nagybátyja, Buzgó válik a vérfarkas klán új fejévé és különböző új intézkedéseket hoz, amelyek közé tartozik a kutyafogók fokozott jelenléte a városban, mivel a vérfarkasok régóta lenézik és üldözik a kutyákat.
Hat évvel később elérkezik az idő, hogy Freddy átélje első farkas-átváltozását, de a házvezetőnő, Husi néni bátorítása ellenére megalázó dolog történik, amikor vérfarkas helyett pudlivá változik. A falkája megvetésével szembesülve Freddy kihívást kap, hogy másnap holdkeltéig bebizonyítsa farkas státuszát, különben a száműzetés veszélyét kockáztatja. Erőfeszítéseit azonban már a kezdetektől fogva visszafogja, amikor Buzgó gyermekei ezüst nyakörvet tesznek rá, ami megakadályozza, hogy visszaváltozzon emberi alakba, bár sikerül elmenekülnie a kastélyból.
Egy arra járó teherautón bejutva a városba, Freddy úgy dönt, hogy megpróbálja visszaszerezni a Holdkövet Cripptől, aki most egy vérfarkas-kiállítást vezet, amelyet vérfarkas-ellenes védelemmel fedtek le, így a falka nem tudja visszaszerezni a mágikus követ. Miközben a városban kutakodik, Freddy összebarátkozik Battyvel, egy kóbor kutyával, akit „Houndini” néven is ismernek, mert képes folyamatosan elmenekülni a kutyafogóktól. Freddy felajánlja neki, hogy hozzáférést biztosít neki a kastélya húskészletéhez, ha segít neki visszaszerezni a gyűrűt Cripptől. Miután Batty ad neki néhány tippet, hogyan legyen kutyásabb, elvezeti őt Cripp kiállításához. Freddyt rövid időre elkapja és megvizsgálja Cripp, de Batty segít neki elmenekülni. Megtudva Batty múltját, amikor egy állatkereskedésből kitették, miután senki sem vette meg, Freddy azt tervezi, hogy segít neki, de a kutyafogó elkapja őket, és a Coldfax kutyamenhelyre küldik, mielőtt bármit is tehetne.
Eközben Cripp felismeri Freddy ezüst nyakörvéről a Lupin család címerét, és sikerül szőrmintát szereznie Buzgótól, hogy megerősítse a gyanúját. Buzgó felkeresi a kutyamenhelyet, és visszaszerzi a Holdkövet, de úgy dönt, hogy Freddyt otthagyja, hogy ő legyen hivatalosan is a falkavezér.
Egy cellában a temperamentumos Twitchyvel, a zen-stílusú Hamish-sal és Brunóval, aki csak azt tudja mondani, hogy „labda”, Freddy véletlenül bevallja vérfarkas örökségét, ezzel megterhelve a Battyvel való társas kapcsolatát, de miután egy szökési kísérlet balul sül el, a kutyák megmentése érdekében magára vállalja a felelősséget, és egy verembe kerül  egy ismeretlen „Szörnyeteggel”, amely állítólag kutyákat eszik.
Miközben Buzgó a sintértelep parancsnokával együtt készül végrehajtani a tervét, hogy az összes befogott kóbor kutyát parókává változtassa, Freddy megtudja, hogy a „Szörnyeteg” valójában az apja; Hősszívet a kutyafogók fogták el, miután a zuhanás következtében megsérült, Buzgó pedig Coldfaxban hagyta egy ezüst nyakörvvel, hogy a farkas állapotában tartsa fogva.
Batty, aki Freddy áldozatvállalása után megbocsát. A többi kutya segítségével Freddy képes bebújni a szellőzőbe, és közösen kiszabadítják az apját.
Husi néninek sikerül Freddy nyomára bukkannia a sintértelepre, ő és Twitchy ott maradnak, hogy lefoglalják a parancsnokot, illetve elpusztítsák a parókakészítő gépet.
Freddy hazavezeti Hősszívet és a kutyákat, hogy szembeszálljanak Buzgóval, ami azt is lehetővé teszi, hogy Freddy visszatérjen emberi formájába, miután sikerül levenniük az ezüst nyakörvét. A Buzgóval való szembeszállási kísérletüket Cripp megzavarja, aki ezüstkoncentrátum tömegével támad a többi farkasra, de Freddy képes megállítani Cripp támadását, amikor kiderül, hogy (Cripp várakozásaival ellentétben) a farkasok nem ölték meg őt gyerekkorában. Miután kikerülte Cripp első támadását, Buzgó megpróbál támadni, miközben a többi farkas az ezüsttől legyengül, de a kutyáknak sikerül biztonságba helyezniük a farkasokat, miközben Freddy a kastély tetejére csalja nagybátyját. A holdfényben visszaváltozik uszkárrá, és ahogy elfogadja az alakját, Freddy hangos üvöltéssel megerősíti alfa-farkas státuszát, ekkor Buzgó támadás közben lezuhan, ami megerősíti, hogy kudarcot vallott vezérként.
Valamivel később Freddy elmélkedéseiből kiderül, hogy nemcsak a vérfarkasok és a kutyák kerültek jobb viszonyba, hanem a falka megnyitotta a kúriát minden kutya előtt, Buzgó és gyermekei kutyasétáltatóvá és a korcsok utáni segítőkké váltak, míg Cripp a kúria életének elfogadott része, Batty pedig Freddy különleges háziállata/barátja.
Közben a menhely parancsnokot letartóztatták, és a Coldfaxot feltehetően bezárják. Hősszív visszatér régi szerepéhez, mint falkavezér, de biztosítja Freddyt, hogy büszke rá, és hisz benne, hogy jó vezető lesz, ha annak eljön az ideje.

## Szereplők
| Szereplő                 | Eredeti hang       | Magyar hang      |
| ------------------------ | ------------------ | ---------------- |
| Freddy Lupin             | Ilai Swindells     | Ungvári Gergely  |
| Batty                    | Samara Weaving     | Böhm Anita       |
| Hősszív, Freddy apja     | Jai Courtney       | Rosta Sándor     |
| Husi néni, házvezetőnő   | Magda Szubanski    | Zsurzs Kati      |
| Foxwell Cripp            | Rhys Darby         | Galbenisz Tomasz |
| Hamish                   | Akmal Saleh        | Bognár Tamás     |
| A parancsnok             | Jane Lynch         | Bertalan Ágnes   |
| Buzgó, Freddy nagybátyja | Rupert Degas       | Kerekes József   |
| Hiszti                   | Sarah Harper       | Seszták Szabolcs |
| Cerberus                 | Alexs Stadermann   | Faragó András    |
| Freddy gyerekként        | Jerra Wright-Smith | Gáll Dávid       |
| Lord Nagyagyar           | Michael Bourchier  | Kőszegi Ákos     |
| Lady Nagyagyar           | Kate Hall          | Timkó Eszter     |

## Fogadtatás
A Farkasbőrben világszerte összesen 7,6 millió dollárt keresett.
A film Rotten Tomatoes-on 15 kritikus véleménye alapján 67%-os.

## Fordítás
- Ez a szócikk részben vagy egészben  a(z)   100% Wolf című angol Wikipédia-szócikk fordításán alapul.  Az eredeti cikk szerkesztőit annak laptörténete sorolja fel. Ez a jelzés csupán a megfogalmazás eredetét és a szerzői jogokat jelzi, nem szolgál a cikkben szereplő információk forrásmegjelöléseként.